# 克雷克拉夫特 (肯塔基州)
克雷克拉夫特（英語：Craycraft）是位於美國肯塔基州亞代爾縣的一個非建制地區。

## 地理
克雷克拉夫特所處的海拔為高於海平面289米（即948英呎），而該地所採用的時區為UTC-6，即北美中部時區（CST）。同時該地設有夏令時間，為UTC-6調快一小時，即UTC-5（CDT）。